# Vrijwaringsbewijs
Een vrijwaringsbewijs is een document dat als bewijs dient om aan te tonen dat het kenteken van een verkocht voertuig niet meer op naam staat van de verkoper. De verkoper ontvangt dit bewijs bij verkoop van een in zijn bezit zijnd voertuig. Zolang de tenaamstelling van het kenteken niet is overgeschreven op de nieuwe eigenaar, blijft de verkoper van het voertuig aansprakelijk voor de motorrijtuigenbelasting, verzekering, APK en eventuele bekeuringen.

## Benodigde documenten voor overschrijving
- Geldig legitimatiebewijs
- Tenaamstellingsbewijs
- Overschrijvingsbewijs

## Overschrijving en vrijwaring
Auto's, vrachtwagens, bussen en motoren mogen uitsluitend op de openbare weg rijden/staan als ze zijn voorzien van een kenteken dat op naam staat van een persoon of bedrijf. Als het voertuig wordt verkocht, moet de verkoper kunnen bewijzen dat het kenteken van het voertuig niet meer op zijn naam staat. Dat kan met een vrijwaringsbewijs. Het kenteken wordt op naam van de koper gezet, de verkoper ontvangt het vrijwaringsbewijs. Het vrijwaringsbewijs is in Nederland het enige wettelijk geaccepteerde bewijs dat iemand niet meer verantwoordelijk is voor zijn verplichtingen als kentekenhouder. 
De verkoper van een voertuig moet deel I B en deel II van het kentekenbewijs overdragen aan de nieuwe eigenaar van het voertuig. Deel I A van het kentekenbewijs blijft bij de verkoper totdat het vrijwaringsbewijs en het oude deel I B is ontvangen. Daarna wordt ook deel 1 A van het kentekenbewijs aan de koper gegeven.

## Particuliere verkoop
Bij particuliere koop en verkoop kan men de tenaamstelling laten overschrijven op een postkantoor. De koper moet de overschrijving zelf regelen en ontvangt na overschrijving een vrijwaringsbewijs dat hij aan de verkoper moet geven. Vanaf dat moment is de koper aansprakelijk voor het voertuig. Een eventuele actuele schorsing zal door de overschrijving automatisch worden beëindigd.

## Verkoop via de handel
Door de RDW erkende autobedrijven mogen zelf vrijwaringsbewijzen uitschrijven. De verkoper ontvangt het vrijwaringsbewijs direct van het erkende bedrijf. Erkende bedrijven zijn te herkennen aan het RDW-erkenningsschild.